# 陈熊才
陈熊才，浙江仁和（今浙江杭州）人，清朝政治人物。附监生出身。
陈熊才曾于1880年接替蔡敬熙任娄县知县一职，1881年由陶锡恩接任。